# ファイナルファイト 最後の一撃
『ファイナルファイト 最後の一撃』（ファイナルファイト さいごのいちげき）は、1989年11月18日に劇場公開された日本・香港合作のアクション映画。

## 概要
倉田保昭が長年暖めてきた企画の映画化であり、世界30カ国以上で公開され、2012年9月21日にDVDが発売された。

## あらすじ
世界格闘技選手権に賭ける男たちの姿を描く。

## キャスト
- 甲斐正彦：倉田保昭
- チョン・リー：ヤン・スエ
- 日向：小野進也
- 露店の娘：早瀬恵子
- ストリートギャング： 那須正成、山下優、清水一彦
- サイモン・ヤム
- 世界フリーファイティング出場者：ストロング金剛、ラジャ・ライオン

## スタッフ
- 製作・企画・アクション監督・原案：倉田保昭
- 企画：徳野裕明
- 監督：後藤秀司
- 脚本：沢口義明
- 音楽：大口優治
- 撮影：村野信明
- 照明：三荻国明
- 美術：柏博之
- 助監督：松本泰生、辻野正人
- 編集：神谷信武
- 製作担当：ロバート・チャン、白木基晴
- 音響効果：帆苅幸雄、丹雄二
- 現像：東京現像所、Union Film Laboratory Ltd
- 製作：倉田プロモーション
- 配給：東映クラシックフィルム